# USS LST-282

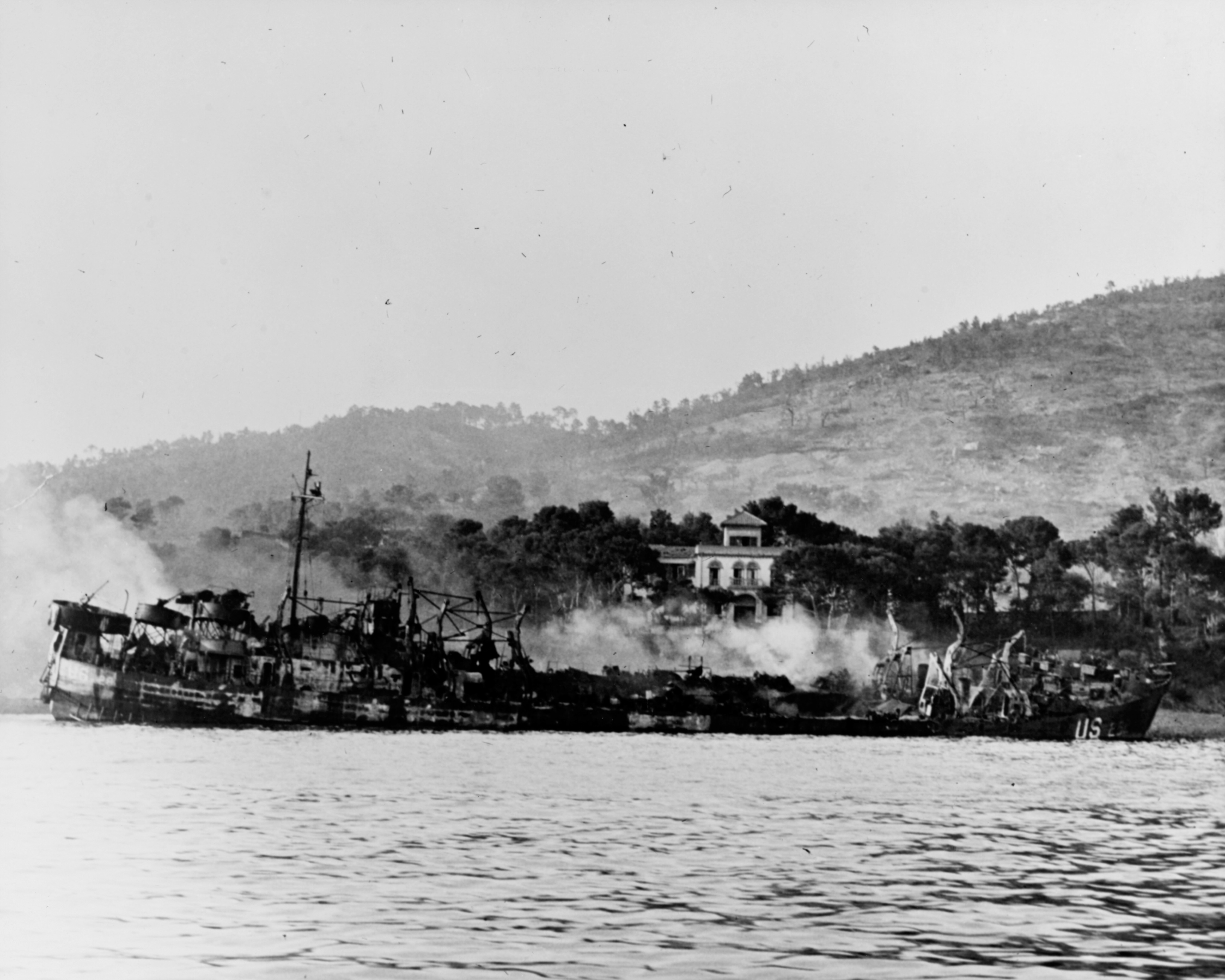
USS LST-282 afundado ao largo do Cabo Dramont em 15 de agosto de 1944, na noite do Dia D, após ser atingido por uma bomba planadora. Aqui é visto em 16 de agosto em frente à Praia Verde (Camel), perto de St. Raphael, França.

O USS LST-282 foi um navio de guerra norte-americano da classe LST que operou durante a Segunda Guerra Mundial.